# Cattolica Eraclea

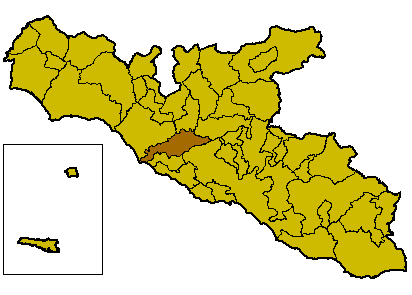
Localització de Cattolica Eraclea

Cattolica Eraclea (sicilià Catòlica ) és un municipi italià, dins de la província d'Agrigent. L'any 2008 tenia 4.140 habitants. Limita amb els municipis d'Agrigent, Cianciana, Montallegro, Ribera i Sant'Angelo Muxaro.

## Administració
| Període | Identitat   | Partit       |
| ------- | ----------- | ------------ |
| 2007-   | Cosimo Piro | Forza Italia |

## Personatges il·lustres
- Giuseppe La Loggia, president de Sicília